# 1861 год в истории железнодорожного транспорта
1861 год в истории железнодорожного транспорта

## События
- На территории Пакистана построена первая железнодорожная линия Карачи — Котри[1].
- Построена линия Шахтная — Аксай, первая линия будущей Северо-Кавказской железной дороги[2].
- В Москве открыт второй железнодорожный Нижегородский вокзал.
- 11 апреля открыт для движения участок Ковно — Прусская граница Петербурго-Варшавской железной дороги.